# Рёйтер, Франс де
Франс де Рёйтер (нидерл. Frans de Ruiter; род. 4 мая 1946, Роттердам) — нидерландский музыкальный педагог.
Окончил Утрехтский университет как музыковед и Амстердамский музыкальный лицей как клавесинист.
Проявил себя, прежде всего, как крупный администратор в области академической музыки. В 1985—2006 гг. директор Гаагской консерватории. С 2003 г. профессор Лейденского университета, декан факультета искусств. С 1998 по 2001 и с 2009 по настоящее время — президент Международного музыкального совета при ЮНЕСКО.

## Примечания

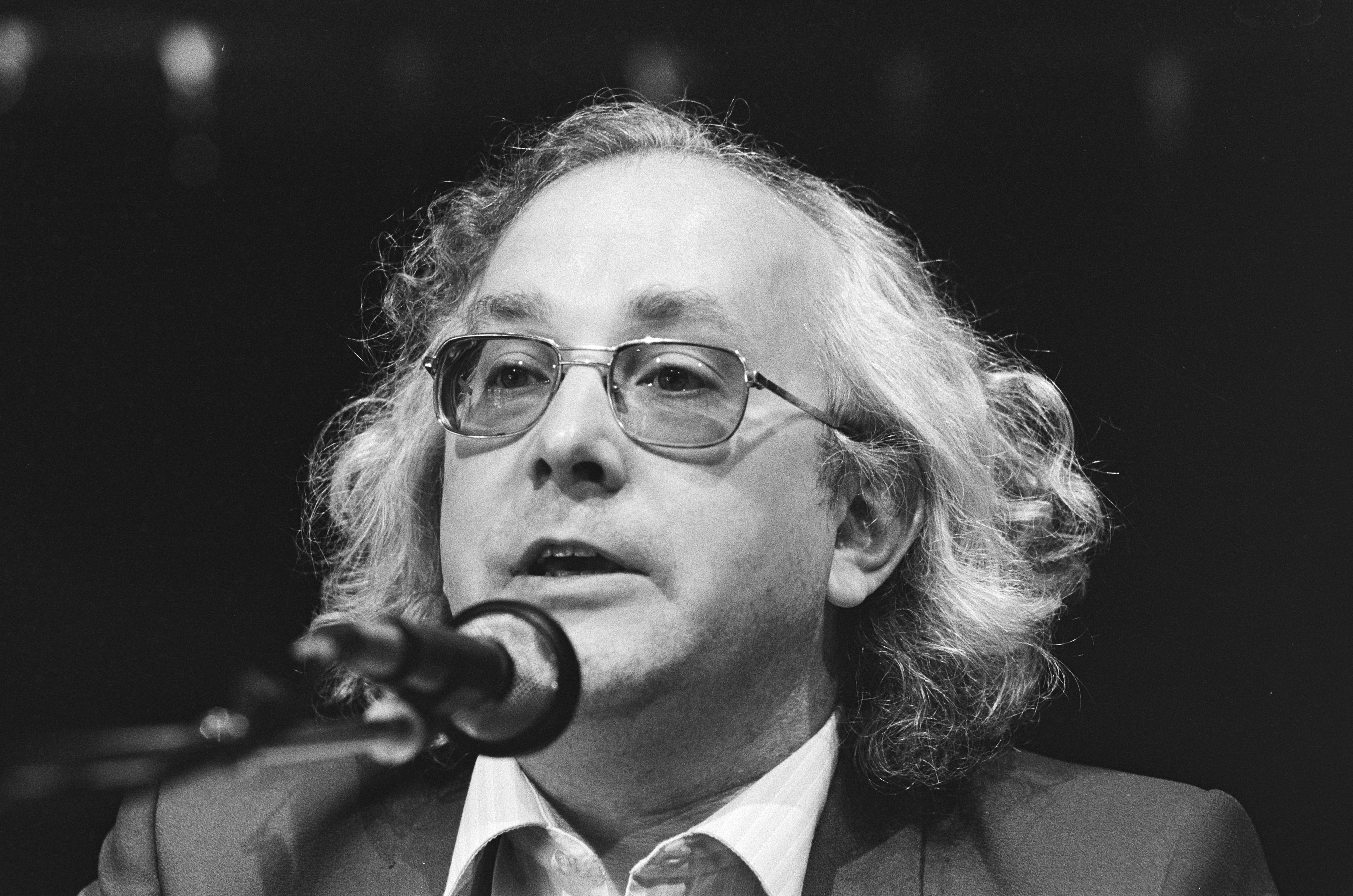
Франс де Рёйтер (1985)